# Fujita Yūkoku

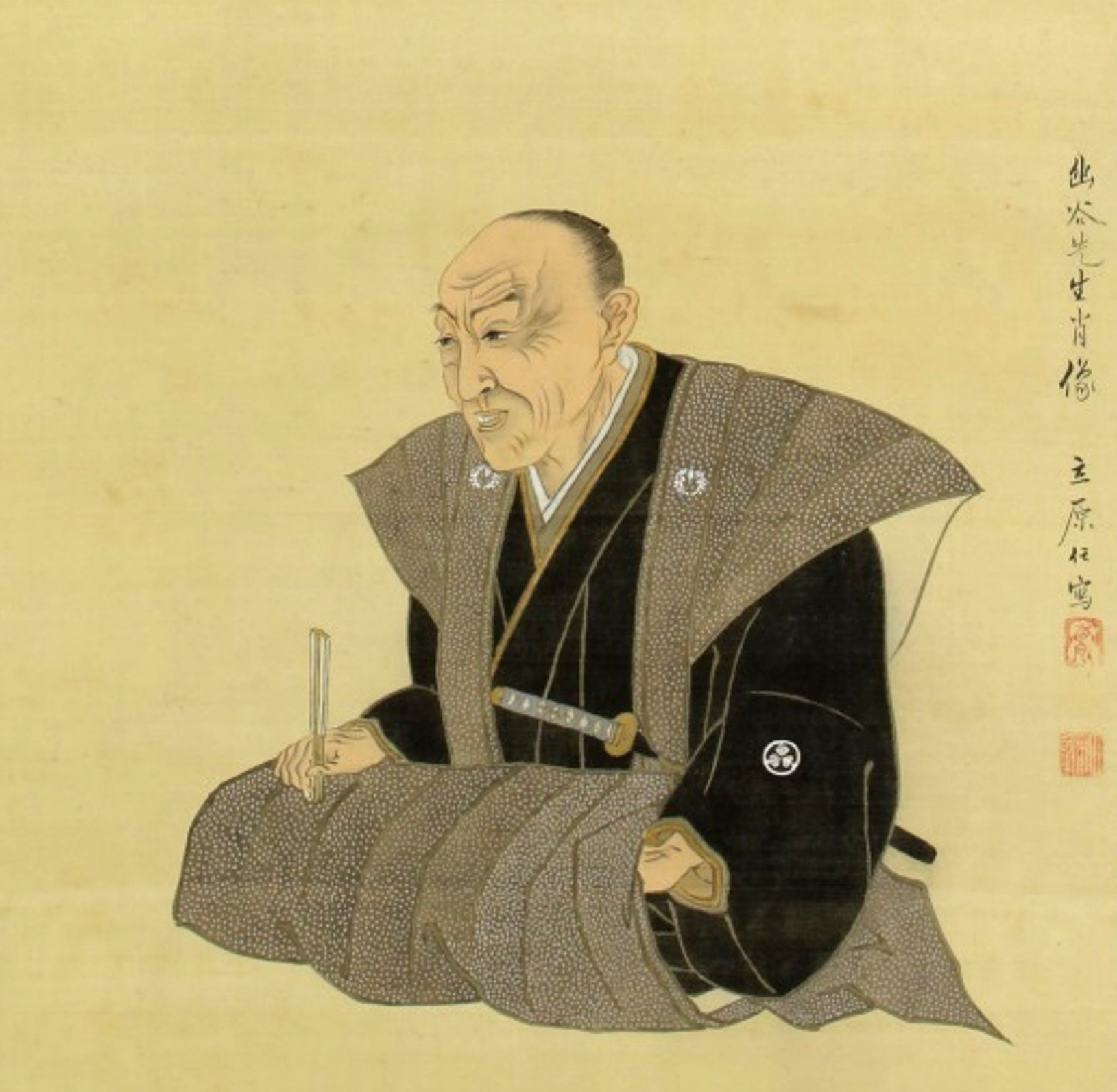
Fujita Yūkoku

Fujita Yūkoku (japanisch 藤田 幽谷; geboren 29. März 1774 in Mito (Provinz Hitachi); gestorben 29. Dezember 1826 daselbst) war ein japanischer konfuzianischer Gelehrter der späten Edo-Zeit, Mitwirkender an den späten Mito-Studien.

## Leben und Wirken
Fujita Yūkoku führte den Vornamen Kazumasa (一正), war bekannt als Jirōzaemon (次郎左衛門). Er war der zweite Sohn von Fujita Shitsuyoemon (藤田 屋与右衛門), einem Antiquitätenhändler unterhalb der Burg Mito und der Vater von Fujita Tōko (1806–1855). Er studierte bei dem Konfuzius-Gelehrten Tachihara Suiken (立原 翠軒; 1744–1823) und wurde im Alter von 18 Jahren in den Rang eines Samurai befördert. Er wirkte als Kommissar für einen Bezirk (郡奉行, Koari bugyō), als Leiter der Ausbildungsstätte Shōkōkan (彰考館) des Mito-han (水戸藩) und wurde Verwalter eines Gebiets im Werte von 200 Koku.
In dieser Zeit stritt Fujita sich mit seinem Lehrer Tachihara über die Zusammenstellung des „Dai Nihon-shi“ (大日本史), der in Mito erarbeiteten „Geschichte Großjapans“ und wurde wegen häufig radikaler Ansichten suspendiert. In seinen späteren Jahren war er bei der englischen Landung in Ōtsuhama (大津浜) in der Provinz Hitachi zur Stelle. Er setzte sich für die Herrschaft des Kaisers über die Barbaren (Sonnō jōi) ein und  legte den Grundstein für die Mito-Studien am Ende der Edo-Zeit. 
Zu Fujitas Werken gehören unter anderem „Seimeiron“ (正名論) 1791, „Kannō wakumon“ (勧農或問) und „Shūshi shimatsu“ (修史始末) – „Geschichtsschreibung, vom Anfang bis zum Ende“. Er starb 1791 im Alter von 53 Jahren.